# 吳成器
吳成器，南京徽州府休寧縣（今安徽省黃山市休寧縣）人，明朝政治人物。
曾任會稽典史，倭寇進攻會稽時，吳成器率領官軍追至登龕山。不久又在曹娥江圍殲倭寇，升任浙江布政司經歷。后遇喪，總督胡宗憲奏留。此後升任紹興通判、率領數十次戰役均獲勝。后升任大同總兵、平虜將軍。